# Авалтара
Авалтара  (міскіто Awaltara, матагальпа Ucumulalí) - ріка в Нікарагуа ппротяжністю 430 км. Бере початок поблизу міста Матагальпа і впадає в Карибське море в північній частині Південного Карибського автономного регіону. Є другою за протяжністю рікою Нікарагуа. 
В нижній частині Авалтари будується дамба Тумарін.